# كييتشي نانبا
كييتشي نانبا (難波圭一 نانبا كييتشي) هو ممثل ياباني ولد في 26 أغسطس 1957 في إواكوني, ياماغوتشي.

## أدواره في الأنمي

### مسلسلات أنمي تلفزيونية
- سينت سيا - بايسيس أفرودايت، جوليان سولو
- قبضة نجم الشمال - شيبا، شيون, كيم, راو (أيام الطفولة)
- البدلة المتنقلة زيتا جاندام - كاتز كوباياشي
- التقرير المتنقل الجديد جاندام وينج - أليكس
- ما بعد الحرب جاندام إكس - لومارك كاوت
- تاتش - كازويا أويسوغي
- ترايجان - هوبرد ذا جانتليت
- ساموراي تشامبلو - دينكيبو
- توريكو - جوا
- سيلور مون - غوريو أومينو، زويسايت, ألان
- سيلور مون R - زويسايت
- ملفات قضايا كيندايتشي - ريوتا ساغي
- ملفات قضايا كيندايتشي R - ريوتا ساغي
- ون بيس - شيبرد، إيتوميميزو
- كايتو جوكر - اللواء مانبو
- داي الشجاع - بوب
- إندماج الديجيمون - بابيتمون

### أنمي الإنترنت
- سينت سيا: سول أوف غولد - بايسيس أفرودايت، بوسايدون

### أوفا أنمي
- سينت سيا فصل هادس: المعابد الإثنا عشر - بايسيس أفرودايت
- سينت سيا فصل هادس: العالم السفلي - بايسيس أفرودايت
- سينت سيا فصل هادس: إليسيون - جوليان سولو

### أفلام أنمي
- دراغون بول Z: الزعيم سلاغ - أنغيلا
- سينت سيا - سكوتوم يان
- سينت سيا: الحرب الدامية - فراي
- سينت سيا: أسطورة الشباب القرمزي - بايسيس أفرودايت
- سينت سيا: محاربو الحرب الأخيرة - كيروب أستاروث
- فاتال فيوري - أندي بوغارد
- حرب ساكورا: الصور المتحركة - باتريك هاميلتون

## أدواره في ألعاب الفيديو
- سلسلة ألعاب غيلتي غير - أكسل لو
- تيلز أوف فيسبيريا - أديكور
- سينت سيا: ذا سانكتشواري - بايسيس أفرودايت
- سينت سيا: ذا هادس - بايسيس أفرودايت
- سينت سيا أوميغا: ألتيميت كوزمو - بوسايدون

## أدواره في الدبلجة اليابانية
- أفاتار - باركر سيلفريدج
- المتحولون - تشيب تشيس، بلاستر, ديرج، بليتزوينغ

## وصلات خارجية
- كييتشي نانبا على موقع IMDb (الإنجليزية)
- كييتشي نانبا على موقع ميوزك برينز (الإنجليزية)
- كييتشي نانبا على موقع قاعدة بيانات الفيلم (الإنجليزية)
- كييتشي نانبا على موقع ANN person (الإنجليزية)